# Rachicerus niger
Rachicerus niger är en tvåvingeart som beskrevs av Emery Clarence Leonard 1930. Rachicerus niger ingår i släktet Rachicerus och familjen vedflugor.
Artens utbredningsområde är Kalifornien. Inga underarter finns listade i Catalogue of Life.